# 소꿉놀이 (영화)
"소꿉놀이"는 2016년에 개봉한 대한민국의 영화이다.

## 캐스팅
- 김수빈
- 하강웅
- 하노아
- 이나미
- 이순천
- 하태식
- 하영경
- 김성룡